# 劲直续断
劲直续断（学名：Dipsacus inermis）为川续断科川续断属下的一个种。

## 扩展阅读
- 維基物種上的相關：劲直续断